# نقض حقوق بشر در جنگ داخلی سوریه

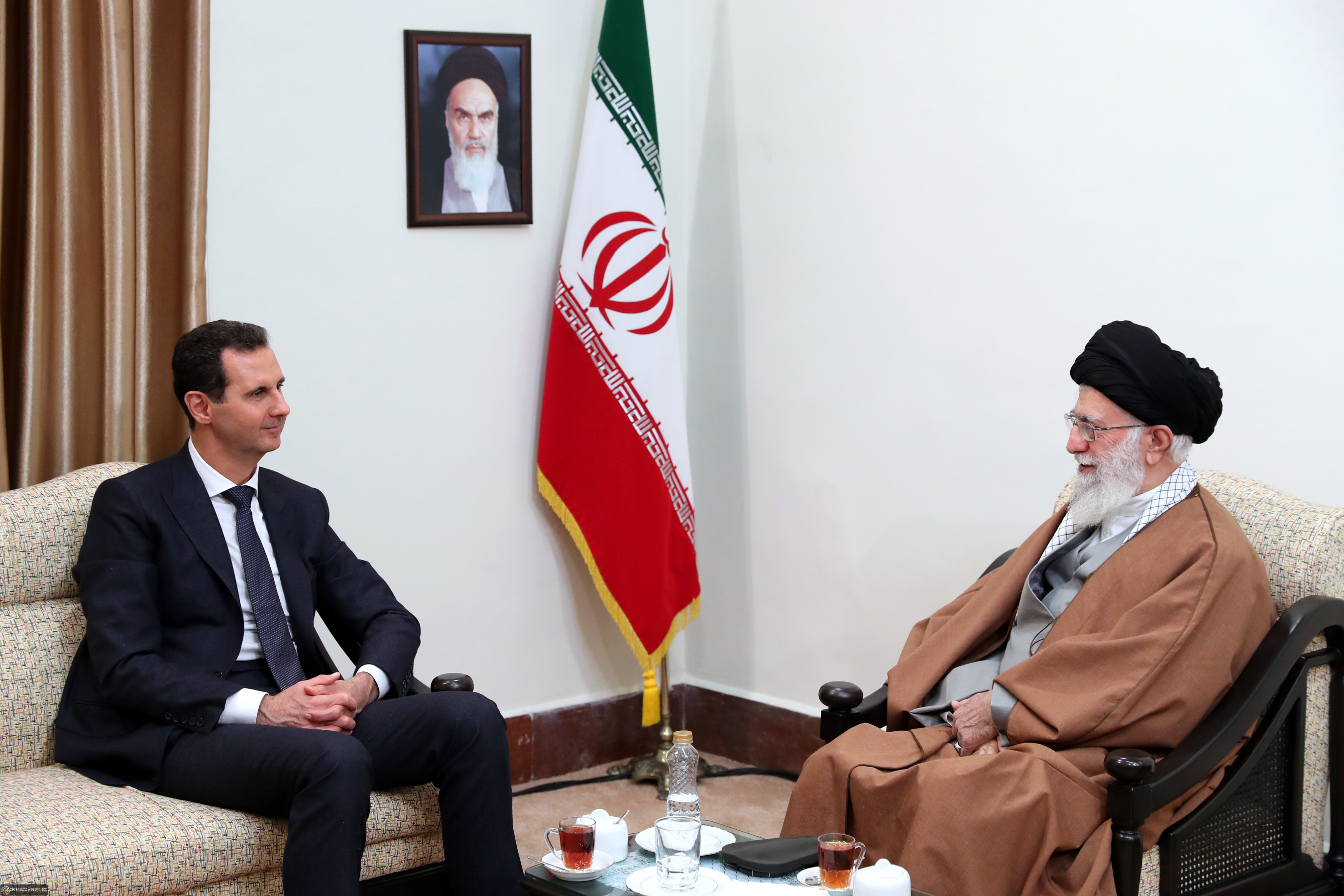
دیدار سید علی خامنه‌ای و بشار اسد.

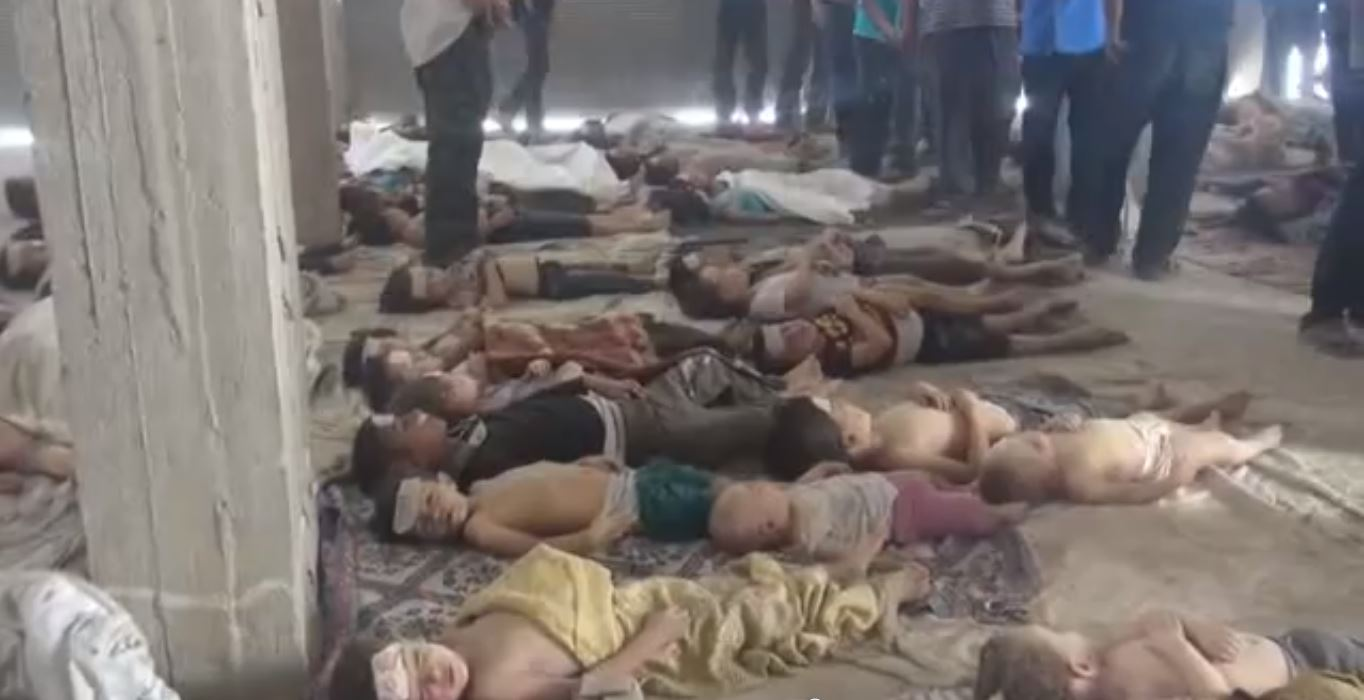
مرگ کودکان بر اثر حملات نیروهای بشار اسد

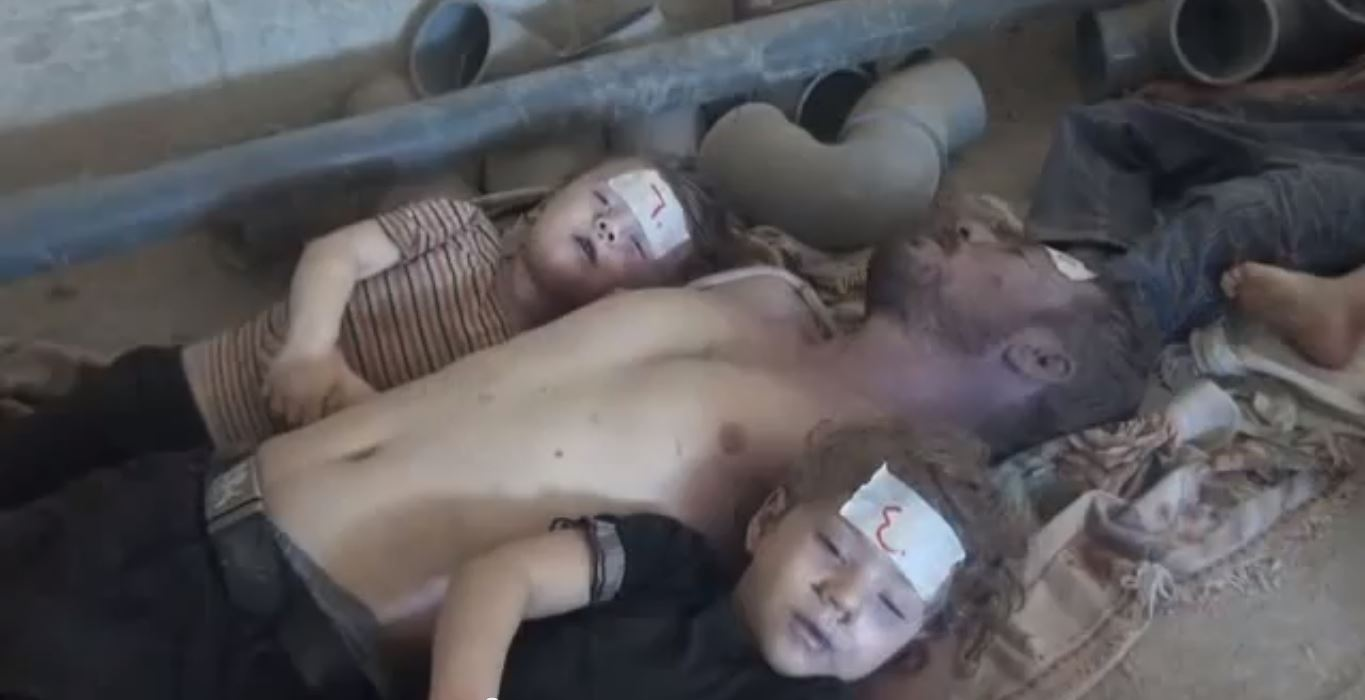
قربانیان حمله با سلاح‌های شیمیایی در غوطه

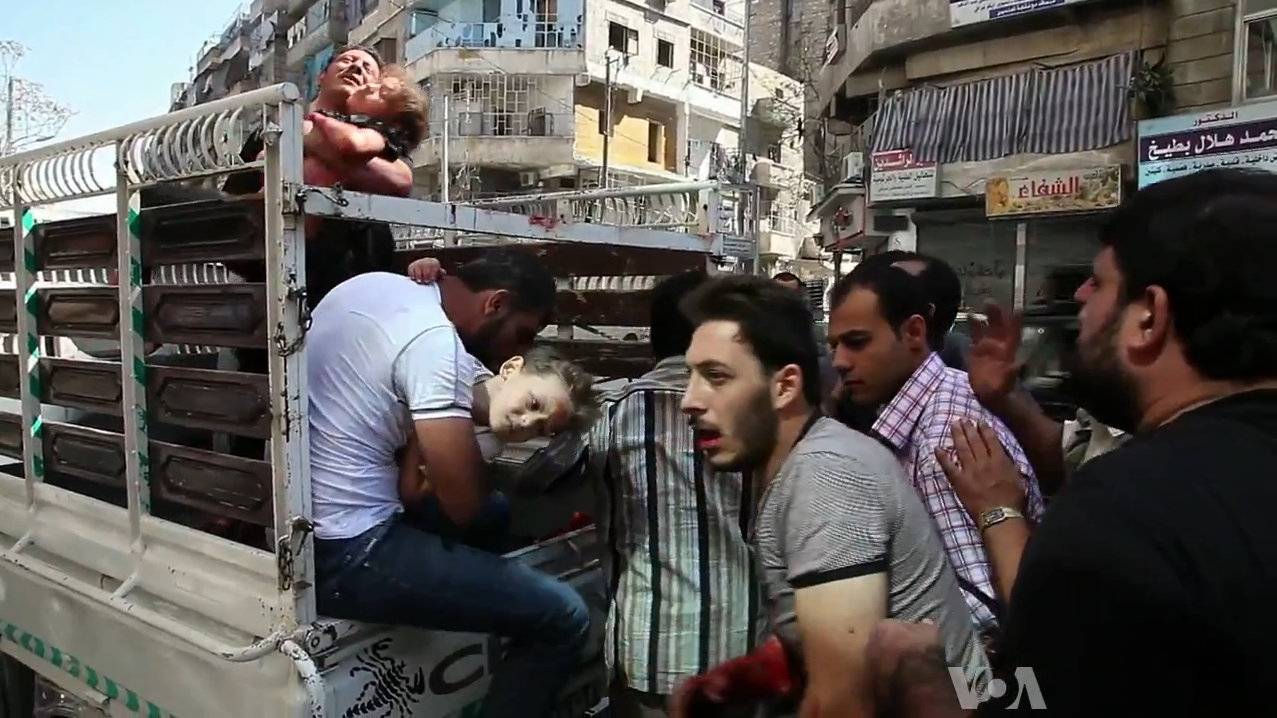
انتقال مصدومین به بیمارستان آلپو اکتبر ۲۰۱۲

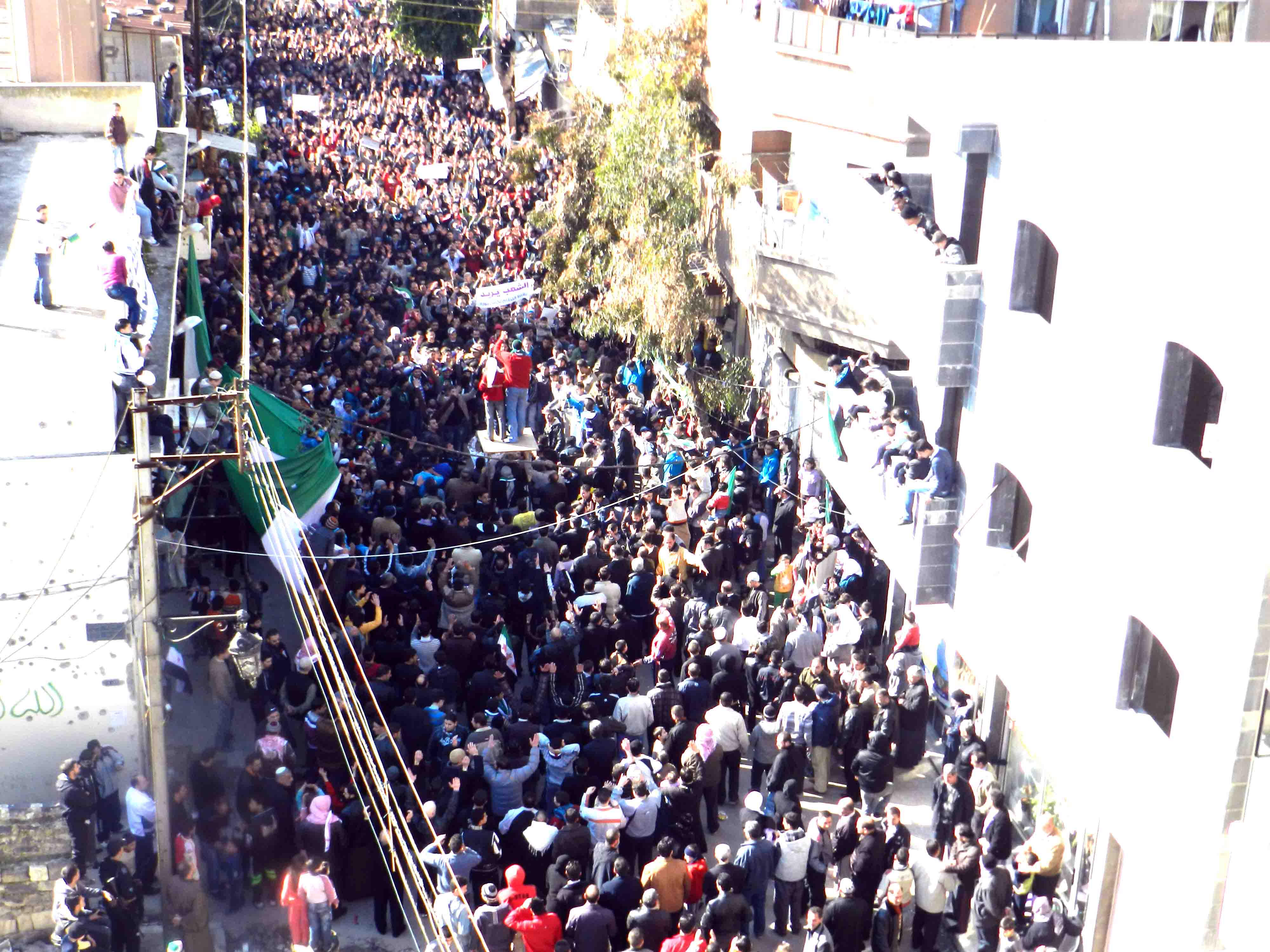
اعتراضات مردم حوله به کشتار حوله

نقض حقوق بشر در جنگ داخلی سوریه (انگلیسی: Human rights violations during the Syrian Civil War) ابعاد زیادی به خود گرفته و جدی است. گزارش‌های سازمان ملل می‌گوید که این جنگ توسط گروه‌های جنگجو «بدون هرگونه وفاداری به نرم‌های قانون بین‌الملل» توسط طرف‌های ذی‌ربط درصحنه اجرا می‌شود «که آثار زیان‌بار زیادی برای شهروندان به ارمغان آورده است.»

## آمار قربانیان
قربانیان جنگ داخلی سوریه تعداد زیادی غیرنظامی را در برمی‌گیرد؛ فرستاده سازمان ملل در امور سوریه استفان دی میستورا در آوریل ۲۰۱۶ آمار زیر را در این مورد منتشر کرد:۴۰۰٫۰۰۰ نفر از مردم در درگیری‌های دوطرفه بین مردم و دولت سوریه کشته شده‌اند.
در دسامبر ۲۰۱۶ این عدد به ۴۵۰٫۰۰۰ نفر بالغ شد.
۴٫۸۰۰٫۰۰۰ نفر بی‌خانمان شده بودند.
۶٫۳۰۰٫۰۰۰ نفر در داخل سوریه آواره شده‌اند و این تعداد اضافه بر آمار تعداد پناهندگان به سایر کشورها بوده است و تعداد ۱۳٫۵۰۰٫۰۰۰ نفر از مردم سوریه نیاز به کمک دارند.
بر طبق آخرین آمارها، روی هم رفته، در جنگ داخلی سوریه بیش از ۵۱۱٬۰۰۰ (پانصد و یازده هزار) نفر (فقط) کشته‌اند و نیز میلیون‌ها تن زخمی و زندانی و بیش از ۱۲ (دوازده) میلیون نفر هم، آواره شده‌اند.

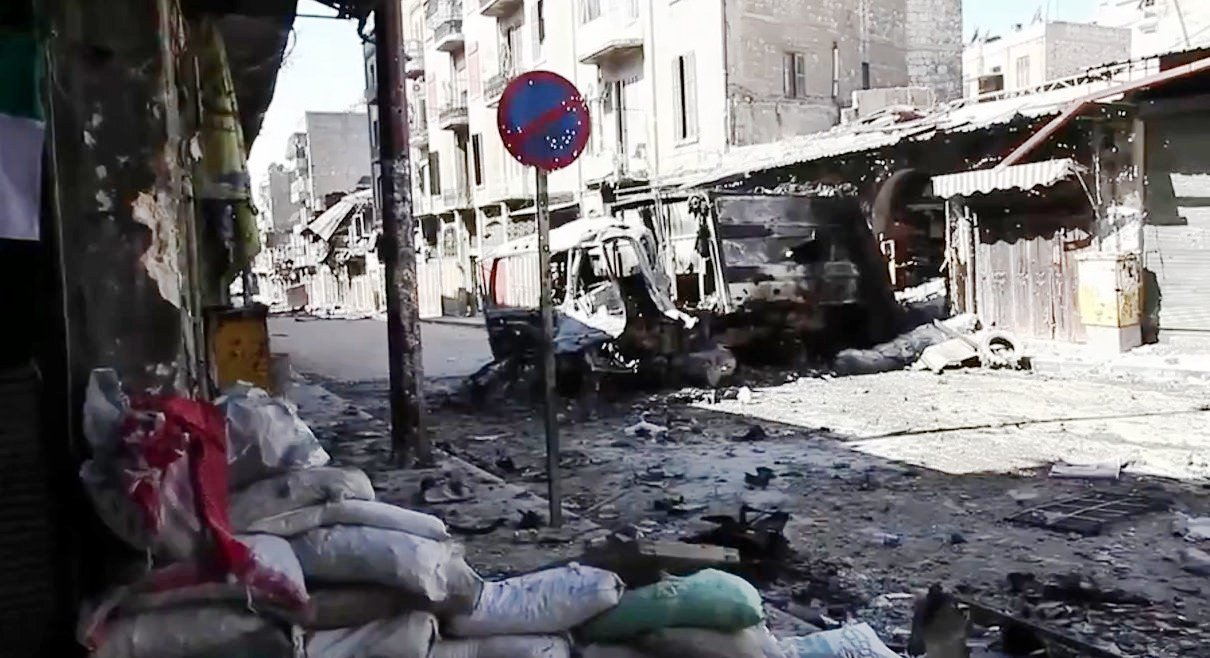
بمباران آلپو طی جنگ داخلی سوریه اکنتر۲۰۱۲

## موارد نقض حقوق‌بشر
- جنگ در سوریه وضعیت وحشتناکی برای شهروندان به وجود آورده است [۴] گروه‌های کمک‌رسانی بین‌المللی گزارش‌های زیادی از ابعاد وحشی‌گری علیه شهروندان عادی در جنگ داخلی، گزارش کرده‌اند.[۱۰]
- در مارس ۲۰۱۷ گروه سوری‌ها برای حقوق‌بشر گزارش کرد که تعداد ۴۶۵٫۰۰۰ نفر در طی درگیری‌های داخلی سوریه به قتل رسیده‌اند که از این تعداد، ۹۶٫۰۰۰ شهروندان عادی می‌باشند و هم‌زمان نیز تعداد ۱۴۵٫۰۰۰ نفر مفقودالاثر شده‌اند.
- گروه سوری‌ها برای حقوق‌بشر گزارش می‌دهد که در اثر حملات نیروهای بشار اسد و شبه‌نظامیان وابسته به آن و دولت روسیه تعداد ۸۳٫۰۰۰ نفر از مردم عادی به قتل رسیده‌اند؛ علاوه بر این این‌ها، تعداد ۷٫۰۰۰ نفر از مقاومت مردمی علیه دولت به قتل رسیده‌اند؛ تعداد قربانیان حملات داعش به ۳٫۷۰۰ نفر و تعداد قربانیان حملات ائتلاف آمریکا به ۹۲۰ و تعداد قربانیان ناشی از حملات ترکیه به ۵۰۰ نفر می‌رسد.[۱۱]
- بر اساس گزارش گروه‌های حقوق بشری و سازمان ملل، نقض حقوق‌بشر توسط دو طرف، دولت سوریه و مخالفان، در ابعاد بزرگ، صورت می‌گیرد.[۱۲]

## کشتارهای جمعی
کمیساریای عالی حقوق بشر در سازمان ملل متحد تأیید می‌کند که تعداد ۹ کشتارجمعی در فاصله زمانی ۲۰۱۲ تا نیمه ژوئیه ۲۰۱۳ که توسط دولت سوریه و شبه‌نظامیان وابسته به آن که در ۸ رخداد مجزا انجام‌شده
است، مورد شناسایی قرارگرفته است و در مقابل، یک گزارش نیز از موارد مشابه از گروه‌های مخالف، گزارش‌شده است.

## به‌کارگیری گازهای کشنده و بمباران‌های هوایی علیه شهروندان
رژیم اسد متهم به استفاده از گاز کلرین و شکنجه و قتل‌های بدون محاکمه و بدون قانون شده است، همچنین دولت اسد متهم است که اقدام به جنایات وحشتناک و بمباران‌های وسیع و بدون هدف که قربانیانش عمدتاً شهروندان عادی بوده است می‌باشد. همچنین این رژیم متهم است که دست به کشتارهای جمعی نسبت به شهروندان عادی با استفاده از نیروهای شبه‌نظامی و نیروهای ارتش سوریه زده است، ازجمله اقداماتی که مصداق جنایت علیه بشریت تلقی می‌شوند: سربازگیری از میان کودکان، حمله علیه مناطق مسکونی و شهروندان که ربطی به گروه‌های مخالف ندارد، گروگان‌گیری و قتل اقلیت‌های مذهبی و استفاده از گازهای سمی کشنده علیه شهروندان و گروه‌های مخالف هست.

## عفو بین‌الملل و نقض حقوق‌بشر در سوریه
در بهار ۲۰۱۲ عفو بین‌الملل بدون اینکه تأیید دولت این کشور را به همراه داشته باشد به‌منظور ارزیابی از نقض حقوق‌بشر وارد این کشور شود و «انبوه نقض حقوق‌بشر در ابعاد کلان» توسط ارتش سوریه و نیروهای موسوم به «شبیحه» را مستندسازی کرد. «بسیاری از همین مستندات جنایت علیه بشریت و جنایت جنگی به‌حساب می‌آید.» این نقض‌های فاحش توسط دولت سوریه یا نیروهای وفادار به دولت بنام شبیحه علیه گروه‌های مخالف مسلح و تک‌به‌تک شهروندان صورت می‌گیرد یا حتی برای اینکه نیروهای مردمی را وادار به تسلیم و عقب‌نشینی بکنند اقدام به انجام این قبیل عملیات می‌کنند این جنایات حتی شهروندانی که در این درگیری‌ها دخالتی نداشتند را نیز در برمی‌گیرد. یکی از نقض‌های فاحش حقوق‌بشر علیه شهروندان و گروه‌های مخالف دولت، زنده سوزاندن نیروهای مقاومت و مردم توسط دولت بود.
علاوه بر آن دولت به اقدام به انهدام و حمله به داروخانه‌ها و بیمارستان‌های صحرایی می‌کند، شکنجه و آزار نیروهای مردمی و شهروندان همچنین شامل شکنجه‌های مرگبار («شکستگی استخوان، کشیدن دندان، زخم‌های عمیق و زخم‌های باز از شوک‌های الکتریکی و ناشی از ضربه‌های جدی و شلاق با کابل برق و دیگر تجهیزات») به شکل هولناکی علیه مردان و پسران است.

## حمله به اقلیت مسیحی
اقلیت مسیحی محلی نیز از نقض فاحش حقوق‌بشر رنج برده‌اند و متحمل آزار و اذیت بسیار شده‌اند. در روز ۲۲ آوریل ۲۰۱۳ دو اسقف مسیحی توسط یک نیروی مسلح ناشناس در هنگام بازگشت به ترکیه ربوده‌شده و راننده آن‌ها نیز به قتل رسید و بعد از آن نیز از این دو نفر خبری در دست نیست. اسقف ارتدکس یونانی در حلب بنام بولس یازیجی(Boulos Yazij) و اسقف ارتدکس سوری یوحنا ابراهیم (Yohanna Ibrahim) آن‌ها در حال برگشت از یک مأموریت انسانی به ترکیه بودند.

## جنایات جنگی جمهوری اسلامی ایران در سوریه
نظام جمهوری اسلامی ایران از حکومت سوریه پشتیبانی نظامی و غیرنظامی، انجام می‌دهد. پشتیبانی از دولت بشار اسد در سرکوب معترضان سوری، جزو نقض‌های حقوق بشر نظام جمهوری اسلامی ایران است.
پژوهشگر بنیاد دفاع از دموکراسی‌ها بر این باور است که حضور سپاه در سوریه اولین حضور این نهاد نظامی در بیرون از خاک ایران نیست؛ هر چند حمایت از اسد و جنایات جنگی که علیه مردم کشورش مرتکب می‌شود، شاید بارزترین سندی است که ثابت می‌کند سپاه پاسداران بزرگ‌ترین تشکل دولتی حامی تروریسم در جهان است.
قاسم سلیمانی به عنوان فرمانده سپاه قدس در امور برخی از کشورهای خاورمیانه، زیر عنوان‌هایی مانند دفاع از جان مسلمانان، مداخله می‌کرد؛ ولی از دیدگاه برخی از تحلیل‌گران، این ادعای وی نیز همانند برخی از ادعاهای دیگرش دروغ بوده و بلکه با دفاع از برخی از حاکمان منطقه، باعث کشتار صدها هزار مسلمان (و غیر مسلمان) شده است. دستگاه تبلیغاتی حکومت جمهوری اسلامی مانند دستگاه تبلیغاتی رژیم سوریه (بشار اسد) با تمرکز بر جنایات داعش تلاش می‌کند تا مخاطبان، جنایات بشار اسد و همپیمانانش (جمهوری اسلامی ایران و نیز روسیه) را فراموش کنند.

### اعتراف سپاه به سرکوب اعتراضات سوریه
دو رسانه سپاه پاسداران انقلاب اسلامی با انتشار گزارشی دربارهٔ فعالیت‌های نیروی قدس سپاه پاسداران انقلاب اسلامی، پس از سال‌ها تأیید کردند که نیروی قدس به فرماندهی قاسم سلیمانی از زمان آغاز اعتراضات مردم سوریه در اوایل سال ۲۰۱۱، در سرکوب این اعتراضات، نقش داشته است و به پلیس این کشور، دربارهٔ چگونگی سرکوب اعتراضات و اقدامات اطلاعاتی و امنیتی بر ضد معترضان، آموزش داده و به آن‌ها جنگ‌افزار و تجهیزات سرکوب داده است.
قاسم سلیمانی در پی اعتراضات سراسری مردم سوریه، بشار اسد را متقاعد کرد که تسلیم خواسته‌های مردم سوریه نشود.